# Nederlandse kampioenschappen zwemmen 1933
De Nederlandse kampioenschappen zwemmen 1933 werden gehouden op 12 en 13 augustus 1933 in Arnhem, Nederland.
De dames zwommen twee nieuwe Nederlands records: op de 300 meter wisselslag en op de 3x50 meter wisselslag-estafette. Vooral het record op de wisselslag was bijzonder, die was namelijk gevestigd door de nog maar dertienjarige Tini Wagner. Zij zwom vier seconden sneller dan het vorige record, en ook de als tweede geplaatste Annie Timmermans zwom sneller dan die tijd.
G. P. van de Kamp was de snelste op de 300 meter wisselslag bij de mannen, maar werd gediskwalificeerd wegens een 'onzuivere rugslag'. Op de wisselslag-estafette kwam de Amsterdamse zwemclub Het Y (met Henk van Essen, Hans Paerl en Soesoe van Oostrom Soede) als eerste aan, maar de uitslag werd geschrapt omdat Paerl te vroeg startte. Verder werd Stans Scheffer (die met 1.19 minuten anders had gewonnen) op de 100 meter rugslag gediskwalificeerd, aangezien hij op zijn borst had gedraaid.

## Zwemmen

### Mannen
| Afstand:           | Goud:                                                                                 | Tijd    | Zilver:                                                                  | Tijd    | Brons:                                                               | Tijd    |
| 100 m vrije slag   | Stans Scheffer DJK                                                                    | 1.04,0  | Guus Ingenluyff HZ&PC                                                    | 1.04,2  | Bertus Mooi Wilten HPC                                               | 1.05,0  |
| 200 m vrije slag   | Bertus Mooi Wilten HPC                                                                | 2.31,4  | Stans Scheffer DJK                                                       | 2.32,8  | Gerrit van Voorst AZ '70                                             | 2.40,8  |
| 400 m vrije slag   | Jan van Hemsbergen Haarlem                                                            | 5.43,4  | Henk van Essen Het Y                                                     | 5.48,6  | Wim Delwel RZC                                                       | 5.55,6  |
| 1500 m vrije slag  | Jan van Hemsbergen Haarlem                                                            | 23.41,6 | C. Zeeman Haarlem                                                        | 23.42,2 | Frans Kuyper De Dolfijn                                              | 24.51,6 |
| 100 m rugslag      | W. Ambagtsheer AZ '70                                                                 | 1.23,2  | E. v. d. Sleesen De Otter                                                | 1.22,8  | A. J. v. d. Meer Jr. Haarlem                                         | 1.23,6  |
| 200 m schoolslag   | Leen Korpershoek RZC                                                                  | 3.01,2  | Piet Kruithof RZC                                                        | 3.03,4  | Joop van Woerkom SZC                                                 | 3.05,6  |
| 300 m wisselslag   | Kees van Aelst HZ&PC                                                                  | 4.46,4  | Leen Korpershoek RZC                                                     | 4.48,8  | Gé Regter RZC                                                        | 4.52,4  |
| 3x50 m wisselslag  | DJK Jan Senff A. van Kalken Stans Scheffer                                            | 1.42,2  | HZ&PC L. H. A. Schrieder Kees van Aelst Horman Beudeker                  | 1.42,4  | HPC Heemstede Bertus Mooi Wilten Ch. Kemper J. van Zadel             | 1.43,8  |
| 5x50 m vrije slag  | HZ&PC Guus Ingenluyff Horman Beudeker Kees van Aelst L. H. A. Schrieder J. M. Reckers | 2.22,8  | Het Y                                                                    | 2.25,0  | HPC Heemstede                                                        | 2.31,0  |
| 4x100 m vrije slag | HZ&PC J. M. Reckers Horman Beudeker Kees van Aelst Guus Ingenluyff                    | 4.28,6  | Het Y A. J. C. Hazenberg F. Smit Soesoe van Oostrom Soede Henk van Essen | 4.32,4  | HPC Heemstede Ch. Kemper D. Philippo J. van Zadel Bertus Mooi Wilten | 4.41,0  |
| 4x200 m vrije slag | HPC Heemstede J. Uitendaal J. van Zadel A. J. Braam Bertus Mooi Wilten                | 10.49,0 | AZ '70 F. H. Wegenaar                                                    | 10.50,0 | Het Y                                                                | 11.01,6 |

### Vrouwen
| Afstand:           | Goud:                                                                             | Tijd   | Zilver:                                                   | Tijd   | Brons:                                               | Tijd   |
| 100 m vrije slag   | Willy den Ouden RDZ                                                               | 1.07,8 | Rie Mastenbroek ODZ                                       | 1.10,8 | Jopie Selbach ADZ                                    | 1.13,4 |
| 400 m vrije slag   | Puck Oversloot ODZ                                                                | 5.49,8 | Corrie Laddé Het Y                                        | 5.50,0 | Ida Breukel ODZ                                      | 6.23,4 |
| 100 m rugslag      | Truus Baumeister RDZ                                                              | 1.25,0 | Puck Oversloot ODZ                                        | 1.29,2 | Bep Martin ODZ                                       | 1.30,8 |
| 200 m schoolslag   | Jenny Kastein HDZ                                                                 | 3.09,2 | Greta Brouwers RDZ                                        | 3.14,6 | Fransje Hessel Het Y                                 | 3.15,4 |
| 300 m wisselslag   | Tini Wagner Het Y                                                                 | 4.57,2 | Annie Timmermans RDZ                                      | 5.00,8 | C. Luycke SZC                                        | 5.09,8 |
| 3x50 m wisselslag  | RDZ Truus Baumeister Greta Brouwers Willy den Ouden                               | 1.48,0 | Het Y Lientje Helms Fransje Hessel Corrie Laddé           | 1.52,8 | ODZ Puck Oversloot J. Limburg Rie Mastenbroek        | 1.54,4 |
| 5x50 m vrije slag  | RDZ Alie Hogeweg Annie Timmermans Truus Baumeister Greta Brouwers Willy den Ouden | 2.44,0 | Het Y                                                     | 2.49,2 | ADZ                                                  | 2.51,4 |
| 4x100 m vrije slag | RDZ Alie Hogeweg Annie Timmermans Greta Brouwers Willy den Ouden                  | 4.58,2 | ADZ V. v. d. Halm N. Langeveld L. van Voort Jopie Selbach | 5.12,4 | Het Y Tini Wagner B. Geene Lientje Helms Rie Vierdag | 5.14,4 |

## Schoonspringen

### Mannen
| Onderdeel: | Goud:              | Score  | Zilver:              | Score  | Brons:               | Score  |
| 3 m plank  | Joop Stotijn HZ&PC | 125,89 | Henk Lotgering Het Y | 124,68 | Bob Denneboom AZ '70 | 120,85 |

### Vrouwen
| Onderdeel: | Goud:              | Score | Zilver:       | Score | Brons:                    | Score |
| 3 m plank  | Truus Klapwijk RDZ | 70,29 | N. Zeeman ADZ | 61,84 | Catharina Hesterman Het Y | 57,69 |

Langebaan (50 meter):

1920 ·
1921 ·
1922 ·
1923 ·
1924 ·
1925 ·
1926 ·
1927 ·
1928 ·
1929 ·
1930 ·
1931 ·
1932 ·
1933 ·
1934 ·
1935 ·
1936 ·
1937 ·
1938 ·
1939 ·
1940 ·
1941 ·
1942 ·
1943 ·
1944 ·
1945 ·
1946 ·
1947 ·
1948 ·
1949 ·
1950 ·
1951 ·
1952 ·
1953 ·
1954 ·
1955 ·
1956 ·
1957 ·
1958 ·
1959 ·
1960 ·
1961 ·
1962 ·
1963 ·
1964 ·
1965 ·
1966 ·
1967 ·
1968 ·
1969 ·
1970 ·
1971 ·
1972 ·
1973 ·
1974 ·
1975 ·
1976 ·
1977 ·
1978 ·
1979 ·
1980 ·
1981 ·
1982 ·
1983 ·
1984 ·
1985 ·
1986 ·
1987 ·
1988 ·
1989 ·
1990 ·
1991 ·
1992 ·
1993 ·
1994 ·
1995 ·
1996 ·
1997 ·
1998 ·
Amersfoort 1999 ·
Drachten 2000 ·
Eindhoven 2001 ·
Amersfoort 2002 ·
Amsterdam 2003 ·
Amsterdam 2004 ·
Amsterdam 2005 ·
Eindhoven 2006 ·
Amsterdam 2007 ·
Eindhoven 2008 ·
Eindhoven 2009 ·
Eindhoven 2010 ·
Eindhoven juni 2011 ·
Eindhoven december 2011 ·
Amsterdam 2012 ·
Eindhoven 2013 ·
Eindhoven 2014 ·
Eindhoven 2015 ·
Eindhoven 2016 ·
Eindhoven 2017 ·
Amersfoort 2018 ·
Amersfoort 2019 ·
2020 ·
2021 ·
Amersfoort 2022 ·
Amersfoort 2023 ·
Amersfoort 2024

Kortebaan (25 meter):

1980 ·
1981 ·
1982 ·
1983 ·
1984 ·
1985 ·
1986 ·
1987 ·
1988 ·
1989 ·
1990 ·
1991 ·
1992 ·
1993 ·
1994 ·
1995 ·
1996 ·
1997 ·
's-Hertogenbosch 1998 ·
Nieuwegein 1999 ·
Nieuwegein 2000 ·
Alphen aan den Rijn 2001 ·
Eindhoven 2002 ·
Drachten 2004 ·
Amsterdam 2005 ·
Drachten 2006 ·
Amsterdam 2007 ·
Amsterdam 2008 ·
Amsterdam 2009 ·
Amsterdam 2010 ·
Amsterdam 2012 ·
Dordrecht 2013 ·
Tilburg 2014 ·
Tilburg 2015 ·
Hoofddorp 2016 ·
Hoofddorp 2017 ·
Tilburg 2018 ·
Tilburg 2019 ·
2020 ·
Den Haag 2021 ·
Den Haag 2022 ·
Den Haag 2023